# Ida Hannemann de Campos
Ida Hannemann de Campos (Curitiba, 16 de junho de 1922 – 3 de março de 2019) foi uma artista multifacetada: pintora, desenhista, gravadora, escultora, ceramista, tapeceira, ilustradora, muralista e poeta brasileira. 
Figura icônica das artes visuais paranaenses, teve uma extensa carreira de mais de 70 anos, onde sua obra, caracterizada por uma leveza e espontaneidade marcantes, foi profundamente entrelaçada com a paisagem, cultura e memória da capital paranaense. Ida tinha como característica em suas criações a luz, formas e cores que traziam vivacidade e demonstravam a simplicidade da natureza.

## Biografia
Ida iniciou seu caminho nas artes ainda na infância. Aos oito anos, ao desenhar um homem baixinho e barrigudo com giz no asfalto durante uma brincadeira de amarelinha, percebeu que queria seguir esse caminho para o resto de sua vida.
Foi formada inicialmente no Colégio Divina Providência, em Curitiba, onde uma de suas professoras, uma freira alemã, lhe ensinou os primeiros passos. Ida pintava gatos e santinhos, que ela dava de presente para sua mãe e amigas. Seus pais perceberam a sensibilidade e o potencial da filha e a encorajaram. Então, por sugestão do amigo da família, o pintor Theodoro de Bona, ingressou em 1941 no ateliê livre de pintura de Guido Viaro, na Sociedade Dante Alighieri. Foi nesse ambiente que conviveu com nomes como Miguel Bakun e Dalton Trevisan, integrando o círculo artístico e intelectual da época.
Aos 20 anos, já tinha tido formações em gravura e escultura com nomes como o brasileiro Fernando Calderari, o francês Gustave Boulanger e o austríaco naturalizado brasileiro Francisco Stockinger.
A artista tornou-se a representante da primeira geração do modernismo no Paraná, transitando entre o figurativo, o expressionismo e o cubismo. Ela tinha uma capacidade de se reinventar e inovar nas obras, isso se reflete em suas paisagens, naturezas mortas e as fases do “gigantismo” — na qual objetos de sua observação cotidiana ganhavam proporções exageradas — e da geometrização das formas pelas quais passou. Embora tenha sido influenciada inicialmente por Guido Viaro, Ida desenvolveu um estilo próprio, marcado pela autonomia e pela independência criativa. Guido afirmava que Ida era autodidata, apesar de ter sido seu professor.
Em 1944, Ida recebeu seu primeiro grande prêmio no Salão Paranaense de Belas Artes. A obra premiada, intitulada "O Bêbado", foi inspirada em um personagem que costumava frequentar o armazém de seu pai, na rua Mateus Leme. Ao longo de sua trajetória, Ida participou de 32 salões oficiais de arte e foi a primeira artista plástica a realizar uma exposição individual em uma galeria de arte em Curitiba, em 1959, na Galeria Cocaco, onde exibiu 35 telas.
Ida era adepta à experimentação, não se limitava à um material só. Sua produção numerosa inclui pinturas, gravuras, desenhos, aquarelas, cerâmicas e tapeçarias, algumas das quais estão presentes nos acervos do Museu de Arte Contemporânea do Paraná (MAC-PR) e do Museu Oscar Niemeyer (MON). No MON, são dez obras, que vão desde um autorretrato da década de 1940 até peças dos anos 1980, enquanto no MAC-PR destacam-se obras como "Natureza Morta" (1972) e "Horto das Oliveiras I" (1976).
Ida também foi poeta e buscava inspiração nas pequenas coisas do cotidiano, como o brilho e cores de uma bolha de sabão, ou na literatura, sendo uma grande admiradora de Dante Alighieri. Leitora voraz, para além da leitura clássica, tinha um repertório bastante vasto, estudando também lendas e histórias. Suas obras demonstram uma conexão profunda com a natureza e o folclore local, temas recorrentes em sua produção, como é o caso do painel “A Natureza”, desenvolvido para a Biblioteca da PUCPR, e as tapeçarias que retratam pinheiros e a gralha azul, elementos identitários do Paraná. Como cresceu em uma Curitiba em desenvolvimento, suas obras mostram o crescimento da cidade, do rural para o urbano. Sua obra era a poetização do seu cotidiano.
Com uma carreira notável, Ida recebeu 14 prêmios honoríficos, incluindo o Diploma de Honra na Exposição Feminina no Rio de Janeiro (1948) e a Medalha de Prata no 19º Salão Paranaense de Belas Artes (1962). Em 2013, o Museu Oscar Niemeyer realizou uma retrospectiva de sua obra, e em 2015, a Bienal de Curitiba apresentou suas pesquisas mais recentes, incluindo desenhos inéditos. Ao longo de sua vida, Ida acumulou aproximadamente 148 exposições, das quais 46 apenas na década de 1970. E segundo sua filha Heloísa, apenas no casarão do Bom Retiro a mãe guardava por volta de 600 telas, lotando pelo menos três cômodos.
Mesmo aos 96 anos, Ida continuou produzindo em seu ateliê, localizado em sua residência no bairro Bom Retiro, em Curitiba. Mãe de três filhos — José Luiz, Heloísa e Luiz Roberto —, a artista cultivava uma relação maternal com suas criações. Até seus últimos dias, manteve-se dedicada às artes, com centenas de obras guardadas em sua casa.
Ida Hannemann de Campos faleceu em 3 de março de 2019, no domingo de Carnaval, deixando um legado significativo para a cultura brasileira. Sua contribuição às artes é celebrada em coleções públicas e particulares no Brasil e no exterior, incluindo França, Alemanha, Suíça, Japão, Espanha e Argentina.

## Homenagens
Em 2019, por homenagem à sua vida e obra, o prefeito de Curitiba regente daquele ano, Rafael Greca, decretou luto oficial na cidade.

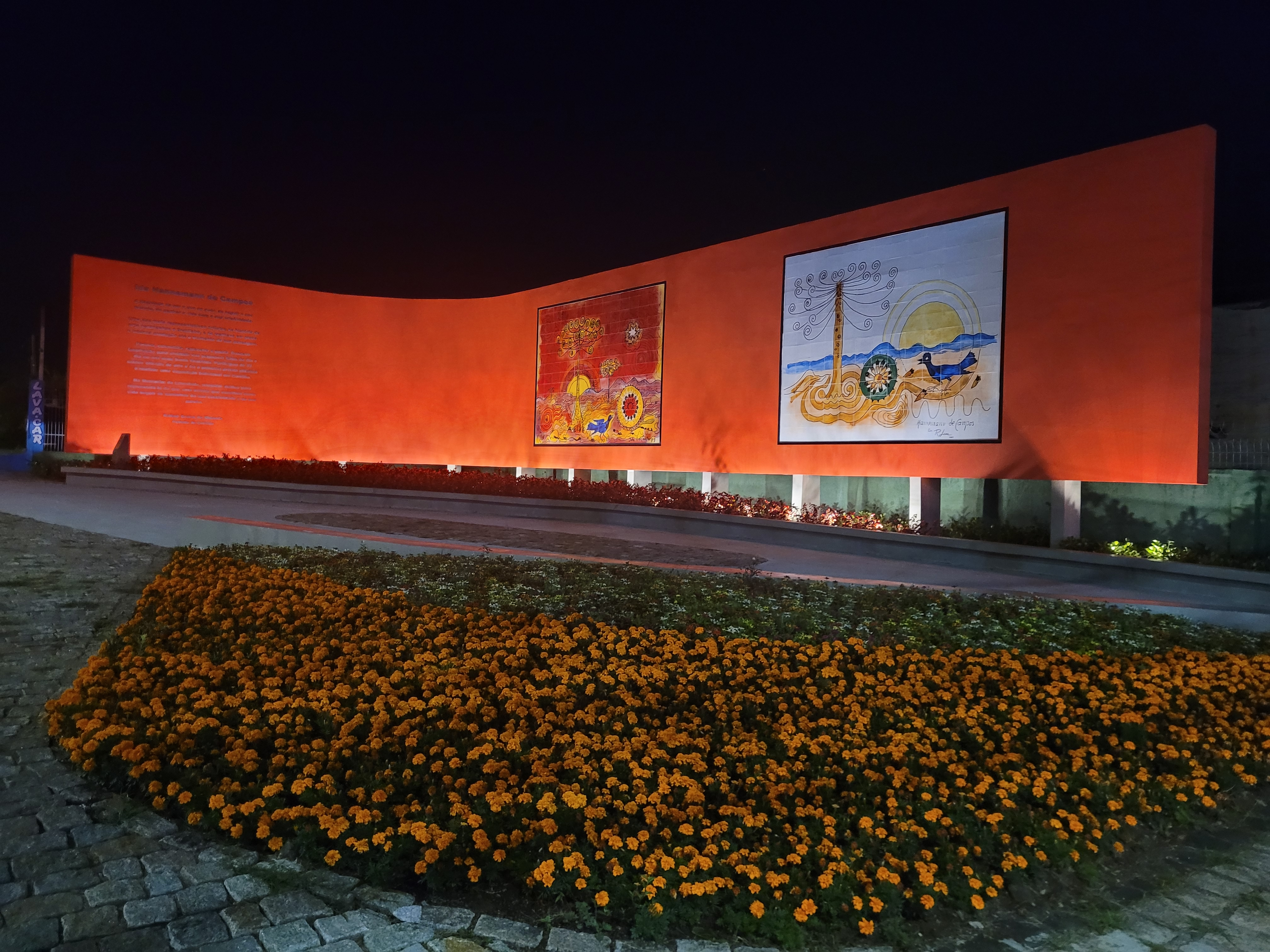
Memorial da Liberdade em homenagem a Ida Hannemann de Campos em Curitiba.

Em 2022, no centenário de seu nascimento, o Centro Cultural da PUCPR realizou a exposição “Imaginários, Formas e Poéticas na Arte Paranaense”, com curadoria de Fernando Antonio Fontoura Bini.